# مكعب (فلم)
مكعب (بالإنجليزية: Cube) هو فيلم رعب وخيال علمي كندي صدر في عام 1997 من إخراج فينسينزو ناتالي، وبطولة موريس دين وينت وديفيد هيوليت ونيكول دي بوير، والفيلم من إنتاج المركز الكندى للأفلام، وهو حائز على جائزة مهرجان تورونتو الدولي للأفلام.

## الحبكة
سبعة أشخاص غرباء يستيقظون ليجدوا أنفسهم محاصرين داخل مكعب عملاق مليء بالأفخاخ، فيلتقون مع بعضهم البعض ويتساعدون للنجاة بحياتهم والخروج من هذا المكعب.

## الأصداء
تم تصوير الفيلم بميزانية منخفضة، ولكنه نجح نجاحا باهرا فقد حاز على جائزة في مهرجان تورونتو الدولي للأفلام، وعرض في مهرجان برلين السينمائي ومهرجان صاندانس السينمائي، وأنتج منه جزءان أخريان في عام 2002 و 2004.